# Durinův lid

Kladivo a kovadlina pod korunou se sedmi hvězdami. Znak Durinova lidu, jímž byla označena Západní brána Morie.

Durinův lid je jedna z trpasličích čeledí vystupujících v příbězích anglického spisovatele J. R. R. Tolkiena. Durinův lid, jehož členové jsou rovněž známi jako Dlouhovousáči (v originále Longbeards), je ve třetím věku nejznámějším trpasličím národem Středozemě. Označení Durinův lid získali Dlouhovousáči podle svého praotce Durina často označovaného jako Durin Nesmrtelný. Po tisíce let obýval Durinův lid nejslavnější trpasličí město Khazad-dûm. Z Durinova lidu pocházejí hrdinové Tolkienových románů, Gimli a Thorin Pavéza.

## Dějiny
Durin, kterému bylo pro jeho dlouhý věk přezdíváno Nesmrtelný, byl prý nejstarší mezi sedmi trpasličími praotci, které stvořil samotný Vala Aulë. Durin vyhloubil pod Mlžnými horami město Khazad-dûm, kde jeho lid po tisíce let žil.
Ve Druhém věku se Dlouhovousáči spřátelili s elfy z říše Eregion. Král Durin III. prý získal svůj prsten od samotného Celebrimbora. Ve válce posledního spojenectví stáli trpaslíci z Khazad-dûm na straně spojenců.
V roce 1980 Třetího věku probouzejí trpaslíci, kteří dolovali v hlubinách Mlžných hor mithril, Balroga, který zahubí krále Durina a vyhání jeho lid z města, které je temně přejmenováno na Moria. Vyhnaný lid postupně zakládá nová sídliště v Ereboru a Šedých horách, která jsou však vypleněna draky. Přeživší se usazují v Železných horách, Durinův dědic Thráin II. však odchází na západ, kde přebývá v Ered Luin. Trpasličí království pod Ereborem je obnoveno po zabití draka Šmaka v roce 2941.
Mezi trpaslíky Durinova lidu se věřilo na reinkarnaci Durina I. a proto vždy, když se narodil syn podobný praotci, dostal jméno Durin. Ve Čtvrtém věku se narodil Durin VII., který byl znám jako Durin Poslední.

## Králové Durinova lidu
- Durin I. (Nesmrtelný), praotec trpaslíků. Zakladatel a první král Khazad-dûm.
- (Mnoho generací od Durina I. do Durina VI., včetně Durina II-V., Durin III. obdržel jeden z Trpasličích prstenů)
- Durin VI. (1731-1980), zabit balrogem v roce 1980 T. v.
- Náin I. (1832-1981), poslední král Khazad-dûm. Zabit Durinovou zhoubou v roce 1981.
- Thráin I. (1934-2190), v roce 1999 zakládá Království pod Horou v hoře Erebor.
- Thorin I. (2035-2289), opouští Erebor a osídluje Šedé hory.
- Glóin (2136-2385).
- Óin (2238-2488).
- Náin II. (2338-2585).
- Dáin I. (2440-2589), zabit drakem v roce 2589.
- Thrór (2542-2790), pokusil se o návrat do Morie. Byl zabit skřetem Azogem (Příčina Války trpaslíků a skřetů).
- Thráin II. (2644-2850), vedl trpaslíky do Bitvy v Azanulbizaru. Poslední držitel trpasličího prstenu, který mu byl po mučení těsně před jeho smrtí v Dol Gulduru odebrán.
- Thorin II. Pavéza (2746-2941), obnovil Království pod Horou. Padnul v roce 2941 v Bitvě pěti armád.
- Dáin II. Železná noha (2767-3019), padnul ve Válce o Prsten.
- Thorin III. Kamenná přilba (2866-?), stal se králem po smrti svého otce v roce 3019.
- Durin VII. Poslední, předpokládaný Durinův dědic, který obnoví království Khazad-dûm.